# El Frontón
Ne doit pas être confondu avec El Fronton.
Pour les articles homonymes, voir Fronton.
El Frontón est une île située au large de Callao au Pérou.
El Frontón est surtout connue pour avoir servi de prison péruvienne. 
Fernando Belaúnde Terry, qui fut deux fois président du Pérou, y fut emprisonné pendant douze jours en 1959 pour avoir présidé une réunion politique interdite. Belaúnde Terry essaya de s'en échapper à la nage.
Pendant la rébellion du Sentier lumineux, l'île a servi à l'emprisonnement des militants maoïstes. Le 18 juin 1986, le Sentier lumineux provoqua une mutinerie à El Frontón et dans deux autres prisons. Le gouvernement d'Alan García considéra les prisons comme des zones de guerre, et la marine péruvienne fut envoyée sur l'île. Tous les prisonniers impliqués dans la mutinerie furent tués. L'ONG Human Rights Watch indique qu'il y a des preuves qui laissent supposer que "pas moins de 90" des prisonniers tués ont été victimes d'exécutions extrajudiciaires.